# ハロー、ジョージ!
『ハロー、ジョージ！』は宝塚歌劇団のミュージカル作品。星組公演。形式名は「バウ・ミュージカル・ファンタジー」。本公演は第1幕第8場、第2幕第10場。作・演出は太田哲則。

## 公演期間と公演場所
- 1992年10月3日 - 10月16日　宝塚バウホール (10/7、10/14は休演)

## スタッフ
- 作・演出：太田哲則
- 作曲・編曲：𠮷﨑憲治
- 作曲・編曲：高橋城
- 振付：アキコ・カンダ
- 装置：関谷敏昭
- 照明：今井直次
- 衣装：任田幾英
- 演出助手：加藤誠
- 衣装補：田口美香
- 舞台進行：山崎芳雄
- 録音演奏：宝塚ニューサウンズ
- 音楽制作：野村修
- 製作：細川勝幸
- 制作：小林公一
- 制作・著作：宝塚歌劇団
- 主催：宝塚企画

## 主な配役
- ジョージ・ゴードン(出版する本はどれも、たちまちベストセラーになる売れっ子の青年詩人。性格は情熱的で気紛れ。自分の作品の中の世界に自らの身を置くことを好む) - 麻路さき
- ジョン・マーレー(ジョージの本の出版元。ジョージの気紛れには悩まされるが、彼の才能を買っている) - 一樹千尋
- カロライン・ラム(ジョージの婚約者。夢見がちなジョージとは正反対の、几帳面で現実的な性格)／カーニバルの女／ヴェニスの女 - 乙原愛
- テレサ・カーライル(ジョージの幼なじみ。ドーセット公爵夫人の養女となってジョージと再会する) - 万理沙ひとみ
- ミルバンク伯爵夫人アナベラ(ジョージとその作品を社交界に紹介した、ジョージの恩人)／カーニバルの女／ヴェニスの女 - 神矢夕紀
- ドーセット公爵夫人(デイビスの叔母。ジョージの本の愛読者) - 千雅てる子
- キャサリン・ゴードン(ジョージの母。息子を愛していながら、それをジョージに伝えることができなかった) - 邦なつき
- スクロープ・デイビス(ジョージの親友) - にしき愛
- チャールズ・マシューズ(ジョージの親友) - 神田智
- メリー・ダッフ(酒場の女主人)／カーニバルの女／ヴェニスの女 - 羽衣蘭
- ロバート・ラシュトン(ジョージの従僕) - 真中ひかる
- エリザベス・ピゴット(マシューズの恋人)／カーニバルの女／ヴェニスの女 - 花總まり
- オーガスタ・ゴードン／カーニバルの女／ヴェニスの女 - 彰乃早紀
- ヘンリー・ハリソン／カーニバルの男／ヴェニスの男 - 麻央りつき
- 海賊／スペインの男／パブの男／紳士／踊る男／カーニバルの男／ヴェニスの男 - 千歳まなぶ
- 海賊／スペインの男／パブの男／ジプシー男／紳士／踊る男／カーニバルの男／ヴェニスの男 - 久城彬
- 海賊／スペインの男／ホブハウス／街の男／ジプシー男／侍従／踊る男／新聞記者／カーニバルの男／ヴェニスの男 - 丘和巳
- 海賊／スペインの男／パブの男／セビリアの男／ジェームズ／紳士／踊る男／カーニバルの男／ヴェニスの男 - 万波紫帆
- 海賊／エデルストン／街の男／ジプシー男／従僕／踊る男／郵便配達／カーニバルの男／ヴェニスの男 - 朝峰ひかり
- 海賊／スペインの男／パブの男／ジプシー男／紳士／踊る男／カーニバルの男／ヴェニスの男 - 大洋あゆ夢
- 海賊／スペインの男／パブの男／セビリアの男／マクミラン／ジプシー男／紳士／踊る男／エドワード - 朝宮真由
- 海賊／ジョージ(少年時代)／パブの男／セビリアの男／ジプシー男／紳士／踊る男／コンダトス伯爵 - 彰かずき
- 踊る女／ドンナ・ユリア／ジプシー女／令嬢／カーニバルの女／ヴェニスの女／レイラ - 陵あきの
- 小間使い／パブの女／令嬢／踊る女／貴婦人／カーニバルの女／ヴェニスの女 - 榊純
- 小間使い／メイ・グレイ／パブの女／街の女／令嬢／踊る女／カーニバルの女／ヴェニスの女 - 叶千穂
- 小間使い／パブの女／マーガレット／踊る女／貴婦人／カーニバルの女／ヴェニスの女 - 舞路はるか
- 小間使い／踊る少女／パブの女／ジュリー／令嬢／踊る女／ロジーナ／カーニバルの女／ヴェニスの女 - 美苑えりか
- 小間使い／パブの女／街の女／令嬢／ジェーン／カーニバルの女／ヴェニスの女 - 原美笛
- 小間使い／パブの女／アンナ／踊る女／貴婦人／カーニバルの女／ヴェニスの女 - 白鳥ゆりえ
- 小間使い／パブの女／街の女／令嬢／踊る女／貴婦人／カーニバルの女／ヴェニスの女 - 香宝ゆりか